# Heniochus chrysostomus
Heniochus chrysostomus är en fiskart som beskrevs av Cuvier, 1831. Heniochus chrysostomus ingår i släktet Heniochus och familjen Chaetodontidae. IUCN kategoriserar arten globalt som livskraftig. Inga underarter finns listade i Catalogue of Life.